# Teofania
La teofania (dal greco theophàneia, composto da theos, «dio», e da phàinein, «manifestarsi») è la manifestazione della divinità in forma sensibile. Altro termine usato in maniera analoga è epifania, dal greco επιφάνεια, epifaneia, che significa «apparizione» della divinità, un concetto tipico di molte religioni.

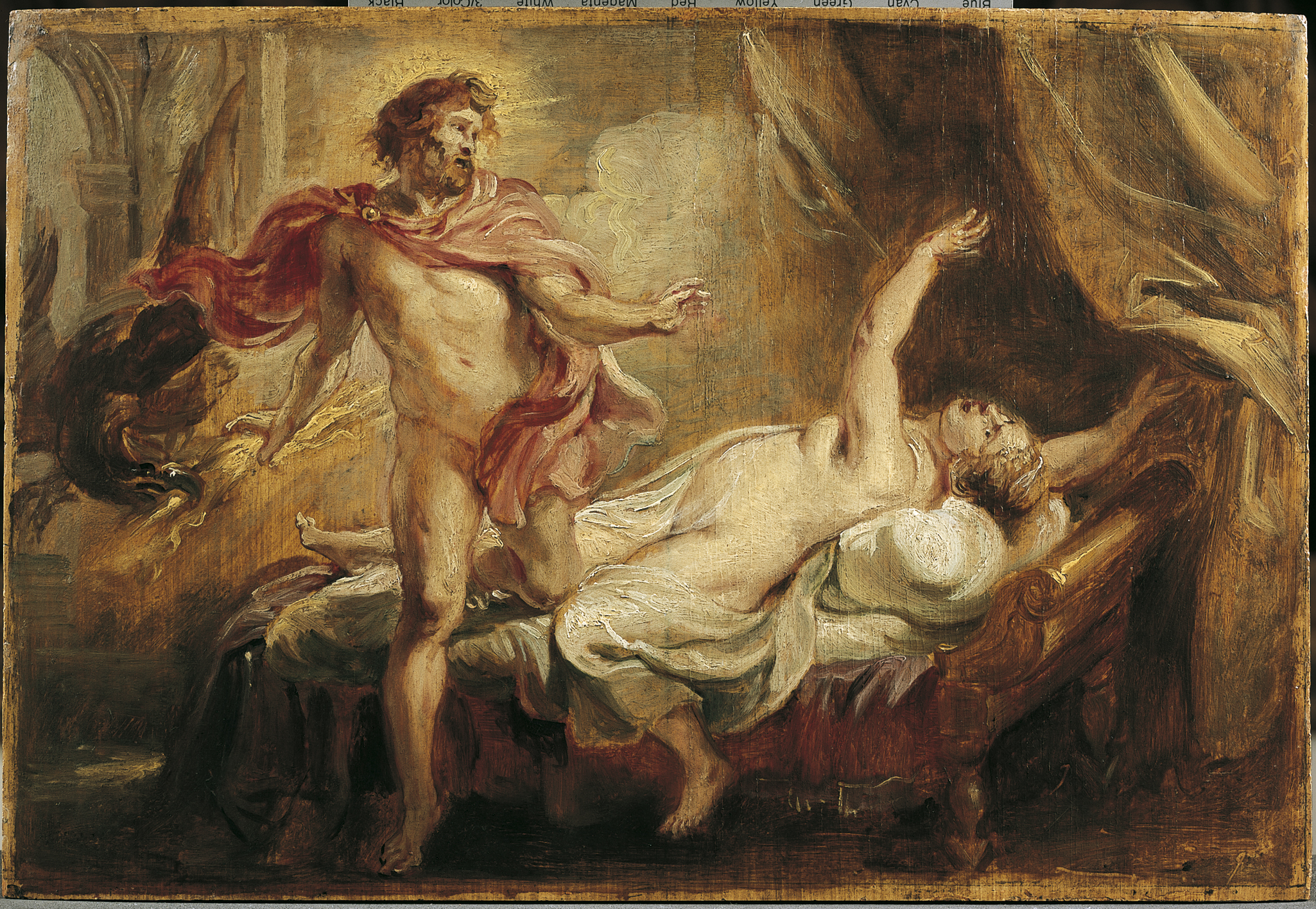
Morte di Semele, folgorata dalla teofania di Zeus (dipinto di Rubens)

## Descrizione
In senso filosofico la teofania è la manifestazione della divinità attraverso le sue opere.
In senso religioso si distinguono, quanto al soggetto (celeste) che si manifesta:
- Le teofanie dirette, che sono vere e proprie apparizioni della divinità. Nel Cristianesimo la teofania diretta viene detta anche Epifania e ha la sua massima rappresentazione nella nascita di Gesù Cristo, durante il suo battesimo ci fu una Teofania con cui Dio disse agli uomini che Gesù era suo figlio, con l'atto simbolico di "aprire i cieli" e mandare una colomba
- Le teofanie indirette, che nelle scritture bibliche consistono in angeli, e dopo la Bibbia, nell'agiografia e tradizione cristiana, in apparizioni di Maria, o di altre anime sante, tutti partecipi del Corpo Mistico.

Quanto all'oggetto che è manifestato in terra ai cinque sensi, le teofanie possono essere:
- primarie : come le vede, sente, coglie nei sensi chi è in Paradiso col suo corpo e anima terreni, Gesù Cristo, Maria Assunta in cielo, altri casi di assunzione (pur constatando che nella Bibbia non si parla mai di un'assunzione di Maria o altre figure)
- secondarie: in forma diversa dal modo in cui sono (e saranno) percepibili in Paradiso, fenomeni straordinari quali Dio che si manifesta in nubi, voci provenienti dal cielo, colonne di fuoco.

Quindi, unendo e combinando, possiamo avere: teofanie dirette primarie (discepoli di Emmaus, apostolo Tommaso dubbioso); indirette primarie (Dio stesso, ma che si manifesta in nubi, voci provenienti dal cielo, colonne di fuoco); dirette secondarie (Apparizioni e altre manifestazioni mariane, di Maria assunta in Paradiso con l'anima e corpo terreni); indirette secondarie (non è Dio, né Dio le causa, ma lascia, acconsente che si manifestino, mentre altra creatura celeste si manifesta in terra non nel suo essere per sé, come può essere la tradizionale apparizione dell'angelo alato).
Nell'arte un esempio di teofania è il Missorium.

## Riferimenti biblici
Riferimenti biblici alla possibilità di un incontro personale con Dio e di una Sua teofania si trovano nelle vite di numerosi santi, e nel Nuovo Testamento:
- Beatitudini evangeliche,
- Pericope del Buon Pastore (Giovanni 15:1-8),
- Paolo

(Ebrei 9:27-29)
Essendo senza relazione col peccato, la teofania annunciata qui non può essere intesa come la seconda venuta di Cristo per il Giudizio finale del genere umano, che al contrario è predetta in base alle parole ed opere della vita terrena di ognuno.
- San Pietro apostolo

(Pietro1 5:1-4)